# Neil Gaiman
Neil Richard Gaiman és un conegut autor de còmics i escriptor de ciència-ficció i fantasia. Va néixer el 10 de novembre de 1960 a Portchester (Regne Unit). És un prolífic autor de relats, novel·les gràfiques, obres teatrals, assaigs, llibres de ciència-ficció i fantasia, per a adults i nens. Escriu també guions per a cinema i televisió. Entre les seves obres destaquen la sèrie de còmics The Sandman (1989) i les novel·les Stardust (1999), American Gods (2001), Coraline (2002) i The Graveyard Book (2008). Ha rebut nombrosos reconeixements, com els premis Hugo, Nebula i Bram Stoker o les medalles Newbery i Carnegie. L'any 2013, L'oceà al final del camí (2013) va ser escollit llibre de l'any als National Book Awards britànics.

## Biografia
Neil Gaiman va néixer el 10 de novembre de 1960 a la ciutat de Portchester, Anglaterra i es va criar a Sussex. De nen va conrear una gran afició a la lectura, tant de llibres (Chesterton, C.S. Lewis, J.R.R. Tolkien…) com de còmics. El seu somni principal era convertir-se en escriptor i per això no va acabar els estudis i es va posar a treballar col·laborant en diverses publicacions com a crític, articulista o entrevistador. Una d'aquestes entrevistes, amb Alan Moore, li va canviar la vida: va despertar en ell la seva antiga afecció pels còmics i va començar a plantejar-se la possibilitat d'escriure històries per a aquest mitjà, sota l'acompanyament de l'Alan Moore.
Després d'un parell de treballs de rodatge, el 1986 coneix el dibuixant Dave McKean, i junts creen la seva primera novel·la gràfica: "Violent Cases" (Casos violents). Per aquella època, l'èxit d'Alan Moore amb "The Swamp Thing" (La cosa del pantà), porta els editors de DC Comics a buscar nous talents a les illes britàniques. Karen Berger, editora de DC, aconsegueix portar als Estats Units una generació d'escriptors que marcarà tota una fita en la indústria nord-americana del Comic Book; entre ells es troba Gaiman. Gaiman comença la seva etapa pel mercat americà el 1988 amb "Black Orchid" (l'Orquídia Negra), i Karen Berger, contenta amb el resultat, proposa al guionista britànic una sèrie mensual. Per això, Neil decideix crear un personatge nou, basat en el folklore anglosaxó anomenat Sandman, que es desenvoluparia en un ambient sobrenatural i oníric, allunyat del típic còmic de superherois predominant al mercat. Al llarg de 75 números amb gran èxit, tots amb portades fetes per McKean, Gaiman recrea la vida del déu Morfeu.
Com a guionista de televisió, va col·laborar en l'episodi Day of the Dead de la cinquena temporada de Babylon 5. Va escriure dos capítols (The Doctor's Wife i Nightmare in Silver) de la sèrie britànica Doctor Who.
El 2001 es traslladà a Minneapolis. Va tenir tres fills amb Mary T. McGrath, de qui després es divorcià. Al 2010 es va casar amb la cantant Amanda Palmer, amb qui va tenir un fill el 2015. Finalment, el 2020, Neil i Amanda es van acabar divorciant.

## Novel·les publicades
- Els Llibres de la Màgia
- Mr. Punch
- Mort: L'Alt cost de la vida (1993)
- Mort: El millor de la teva vida (1996)
- Sandman: Nits eternes
- Sandman: Els Caçadors de Somnis
- Stardust (1997)
- Bons Averanys (escrit amb en Terry Pratchett)
- El dia que vaig canviar el meu Pare per dos peixos de colors (1997)
- Fum i miralls
- Enlloc - Neverwhere (1996)
- Casos violents - Violent cases (1987)
- American Gods (2001)
- Cor d'arlequí
- Coraline (2002)
- Orquídia Negra - Black Orchid (1988-89)
- El Llibre dels Somnis -
- Llops dins les Parets (2003)
- Els Fills d'Anansi (2006)
- Coses fràgils - Fragile Things (disponible per ara només en llengua anglesa) (2006)
- El llibre del cementiri - The Graveyard Book (premis Hugo, Newbery i Locus) (2008) ISBN 978-84-92790-79-1
- Fortunately, the Milk

### Traduccions al català
- Llops dins les Parets (Astiberri Ediciones, 2003[3])
- El cementiri sense làpides i altres històries negres, Estrella Polar, 2010[4]
- Coraline, en traducció de Marc Rosich (Empúries, 2003[5])
- L'Ot i els gegants de gel, Estrella Polar, 2010[4]
- L'al·lucinant, galàctic i piràtic viatge del pare, traduït per Aída Garcia (Estrella Polar, 2014)[4]
- El llibre del cementiri, vol.1, traduït per Josefina Caball Guerrero (Estrella Polar, 2014)[4]
- El llibre del cementiri, vol.2, traduït per Josefina Caball Guerrero (Estrella Polar, 2015)[4]
- L'agulla i la noia adormida, Empúries, 2015
- Bons Averanys, traduït per Ernest Riera (Mai Més, 2022).
- L'oceà al final del camí, Obscura, 2023[6]

## Recull de premis i reconeixements
- Austrian Prix Vienne:

- Millor Escriptor (1993)

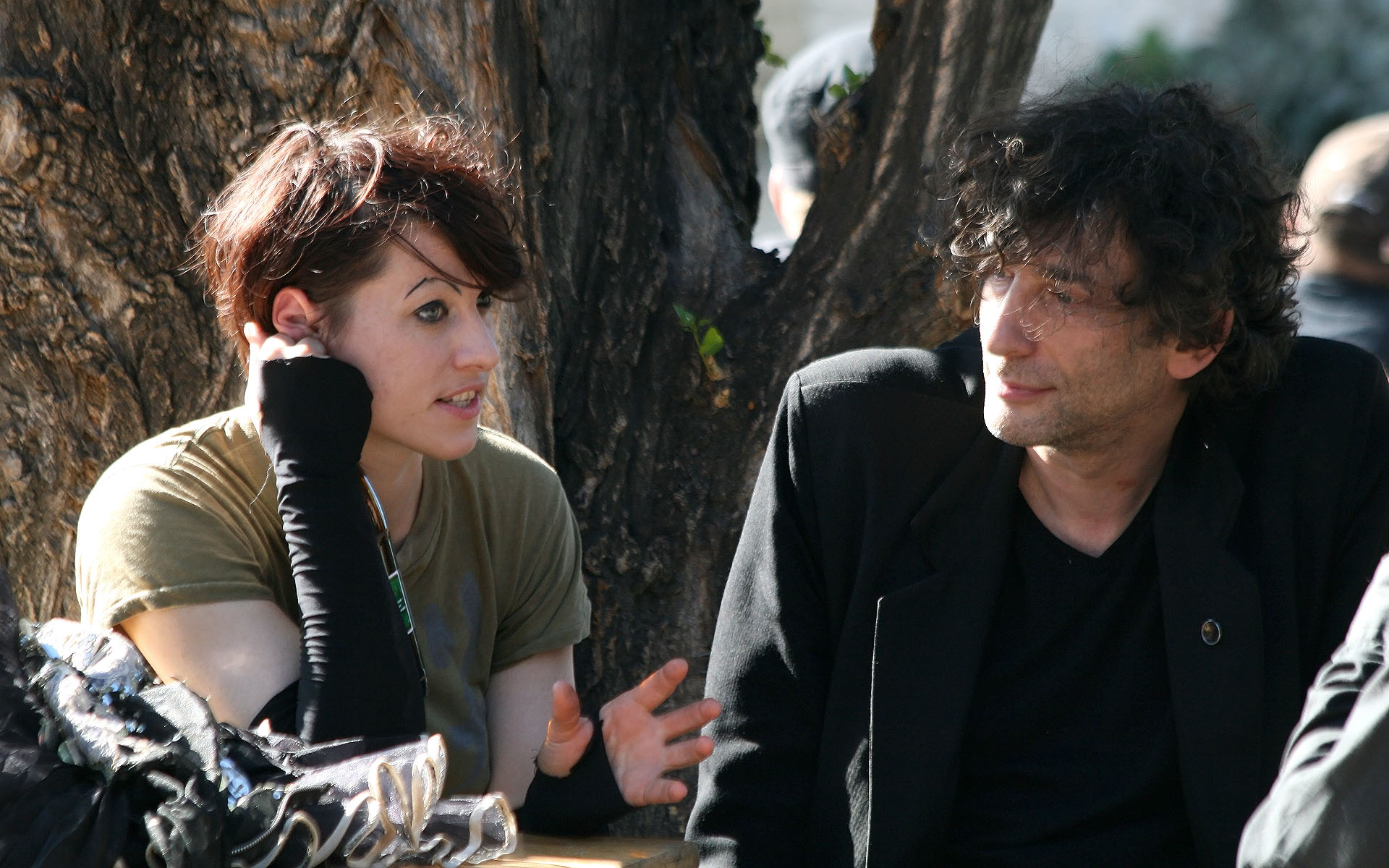
Neil Gaiman i la seva dona, la cantant estatunidenca Amanda Palmer (Viena 2011).

- Premi Bram Stoker (Associació d'Escriptoris de Terror):

- Millor il·lustrador: Sandman: Els caçadors de somnis el (1999)
- Millor novel·la: American Gods el (2001)
- Millor Obra per a Joves Lectors: Coraline el (2003)

- Premi BSFA:

- Nominat: American Gods el (2002)

- Defensor de la Llibertat (Fundació per a la Defensa Legal del Comic Book) el 1997:
- Premi Gem Diamond Distributors, (1993)
- Premis Eagle:

- Millor novel·la gràfica, Violent Cases (1988)
- Millor Escriptor de Còmics Americans, (1990)

- Premi GLAAD:

- Millor Còmic, (1996)

- Premis Harvey:

- Millor Escriptor, (1990 i 1991)
- Millor Sèrie Contínua (1992)

- Premi Haxtur (Espanya):

- Millor Escriptor, (1993, 1994 i 1995)

- Premi HQ (Brasil):

- Millor Escriptor Estranger (1998, 1999, 2000 i 2001)
- Millor còmic (1998, 1999, 2000 i 2001)

- Premis Hugo:

- Nominat: Sandman: Caçadors de Somnis (2000)
- Guanyador Millor novel·la de Ciència-ficció/fantasia: American Gods (2002)
- Guanyador Millor novel·la: Coraline (2003)

- Premi gremi Internacional de Crítics de terror:

- Millor Col·lecció: Angels and Visitations (1994)

- Premi Julia Verlanger (França):

- Millor novel·la de Ciència-ficció/fantasia: Neverwhere (1999)

- Premi Kemi (Finlàndia):

- Millor Escriptor Internacional (1994)

- Premi Lucca:

- Millor Escriptor (1997)

- Premi MacMillan Silver PEN (Regne Unit):

- Millor Col·lecció d'Històries Curtes, Fum i Miralls (1998)

- Premi Max und Moritz (Alemanya):

- Millor Escriptor Estranger (1998)

- Premi Mythopoeic:

- Millor novel·la per Adults, Stardust (1999)

- Premi Nebula:

- Nominat: Adaptació de La Princesa Mononoke(1998)
- Millor novel·la: American Gods (2002)

- Premi Ricky (Canadà):

- Invitat Favorit, (1992)

- Premi Sproing (Noruega) (1998)
- Premi Will Eisner a la Indústria:

- Millor Escriptor (1991, 1992, 1993 y 1994)
- Millor Serie Continuada (1991, 1992 y 1993)
- Millor àlbum Gràfic: Reprint (1991)
- Millor àlbum Gràfic: Signal to Noise (1992)
- Millor àlbum Gràfic: New (1993)

- Premi World Fantasy:

- Millor Historia Corta (1991)

- Premi Yellow Kid (Itàlia) (1995)
- Premi Eisner
- Premi Alex:
  - Stardust (2000)[7]
  - Anansi Boys (2006)[8]